# Kisdorf
Kisdorf (en baix-alemany Kisdörp) és un municipi al sud de l'estat de Slesvig-Holstein a Alemanya, el 31 de març de 2010 tenia 3.685 habitants. Pertany a l'amt de Kisdorf.

## Història

Quarter dels bombers

Als segles IV i v, els saxons van establir-hi una primera residència, de la qual els túmuls al Kisdorfer Wohls ho testimoniegen.
El poble va crear-se a l'entorn de l'any 1000. La primera part del seu nom Kis, refereix probablement a un primer resident important, la segona torpe (baix alemany) significa poble.
El primer esment escrit del poble Kystorpe data del 1520. Ja a aquesta època la població posseïa la terra i tenia una certa independència de la noblesa i de l'església. Hi havia una vidrieria i fins al mig del segle xvi, els boscs, ara desapareguts per la Plantilla:Sobreexplotació, servien la indústria del carbó de llenya.
Durant la guerra entre Suècia i Polònia (1657-1660), el 1658 tot el poble va ser incendiat. El poble també va sofrir de les hostilitats de la guerra entre Suècia i Dinamarca el 1720. Fins a l'annexió a Prússia el 1864 era un territori danès. El dret saxó atorgava tots els béns al fill primogènit, una situació que va crear un moviment de revolt del qual Kisdorf va ser el centre. Molts fills exclosos de l'herència van emigrar a Amèrica al segle xix. L'any 1859, una llarga part del poble va cremar durant l'incendi anomenat Sengelbrand.
El 1841 tenia 637 habitants un nombre que va quedar força estable fins que a la segona part del segle xx, l'emigració urbana va fer pujar el nombre fins a uns 3500.

## Geografia i economia
El poble es troba a un coster de morena que culmina a 91 metres a la divisòria d'aigües de quatre afluents majors de l'Elba: l'Alster, el Pinnau, l'Stör i el Krückau. Els prats molls als costers formen les fonts de moltes rius, entre d'altres el Wischbek, (Alster) i el Krambek (Pinnau) o l'Ohlau de la conca de l'Stör. Avui, la principal activitat econòmica és l'agricultura.

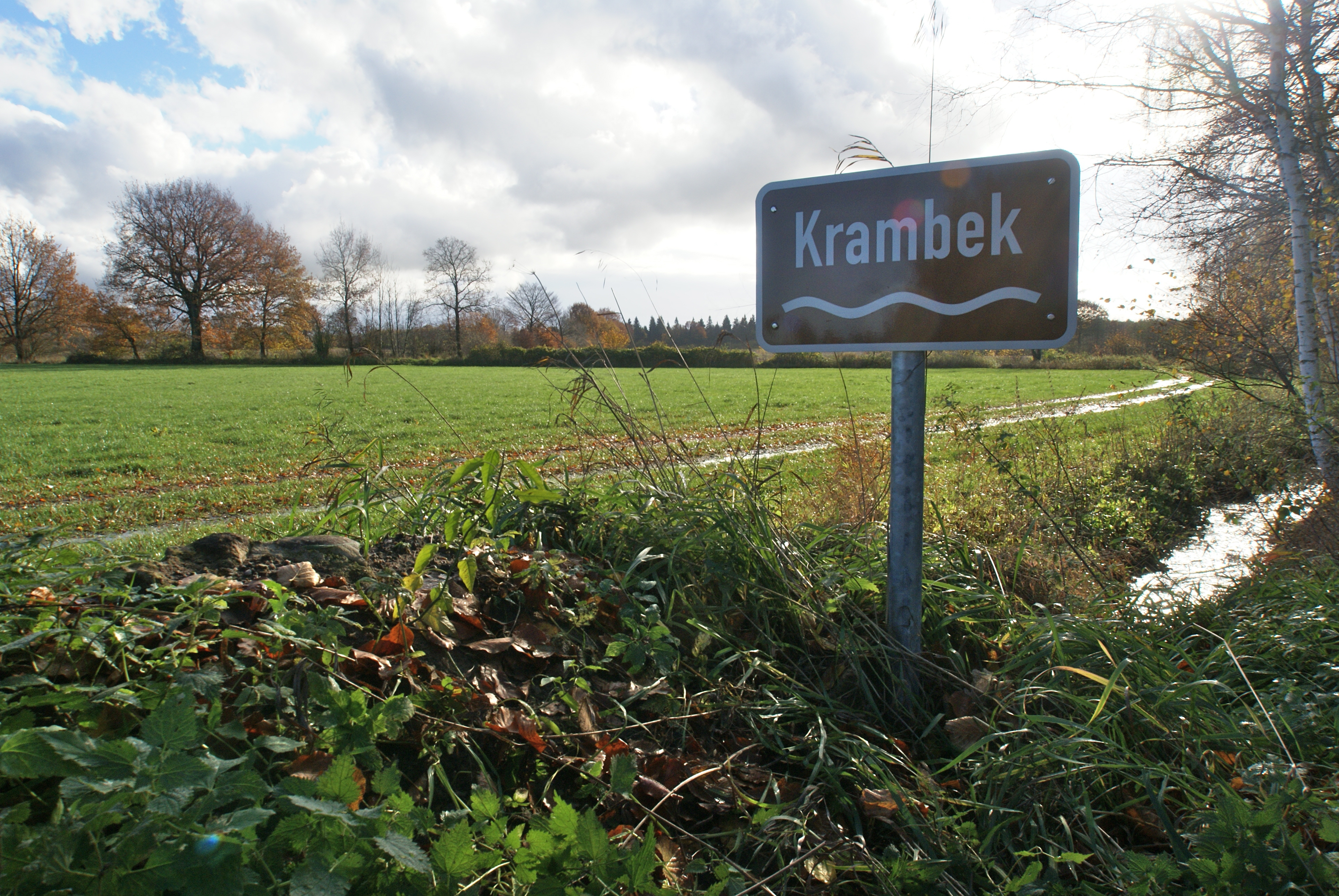
La font del Krambek
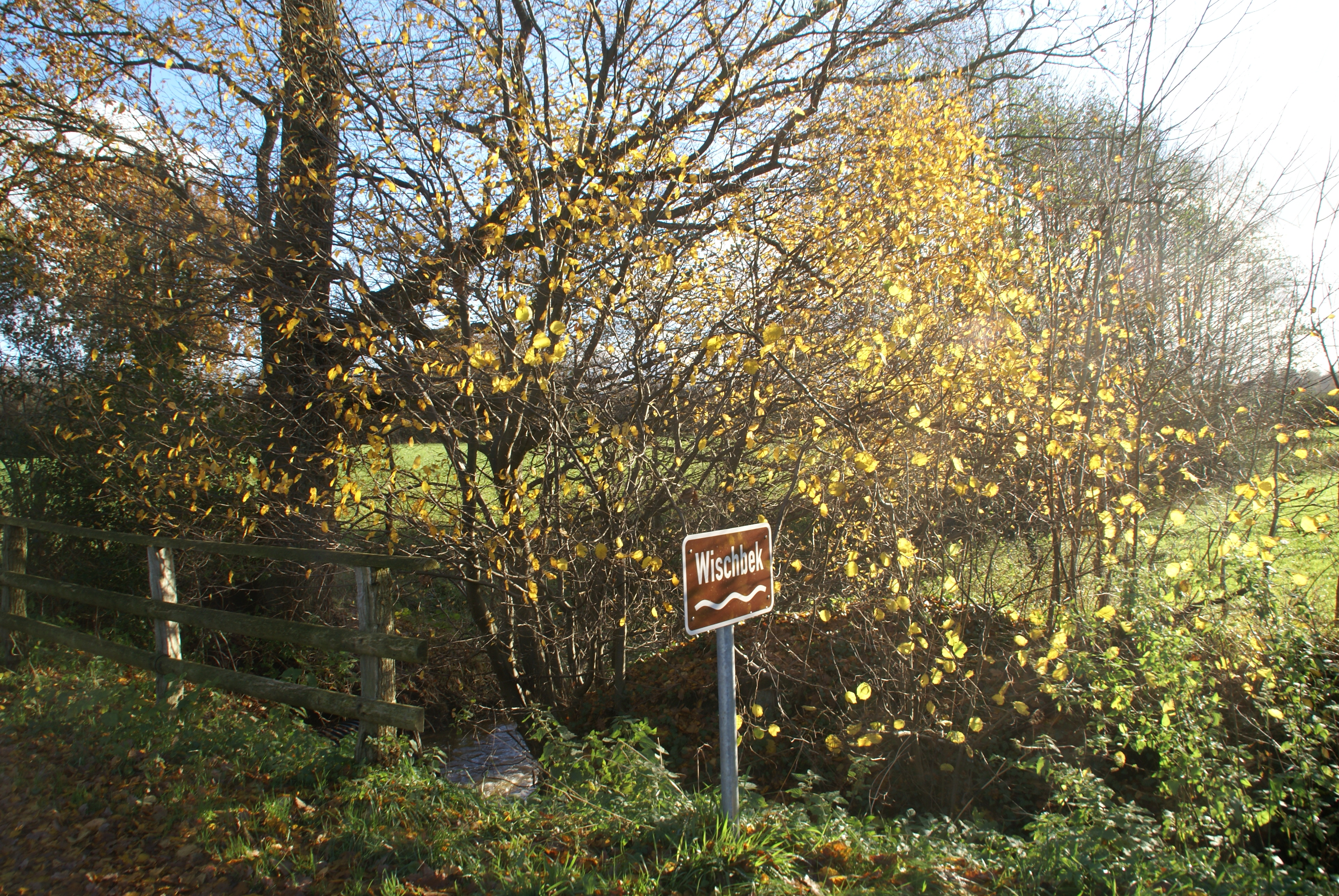
El Wischbek, també anomenat segona font de l'Alster

## Llocs d'interès
- L'antic mas Margarethenhoff, ara casa del poble
- La font del Krambek
- La font del Wischbek

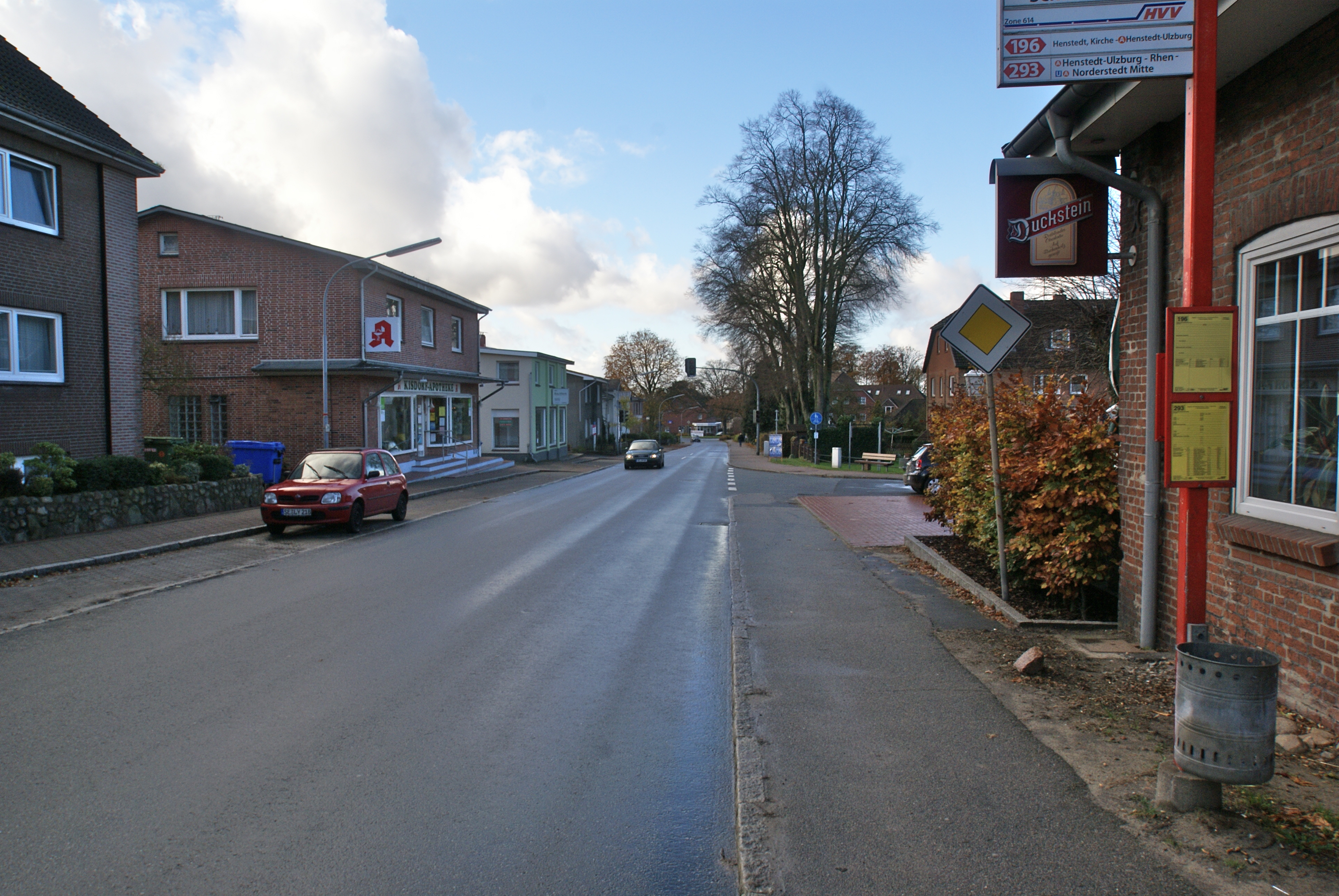
Carrer Major Dörpstraat
Ole School o antiga escola
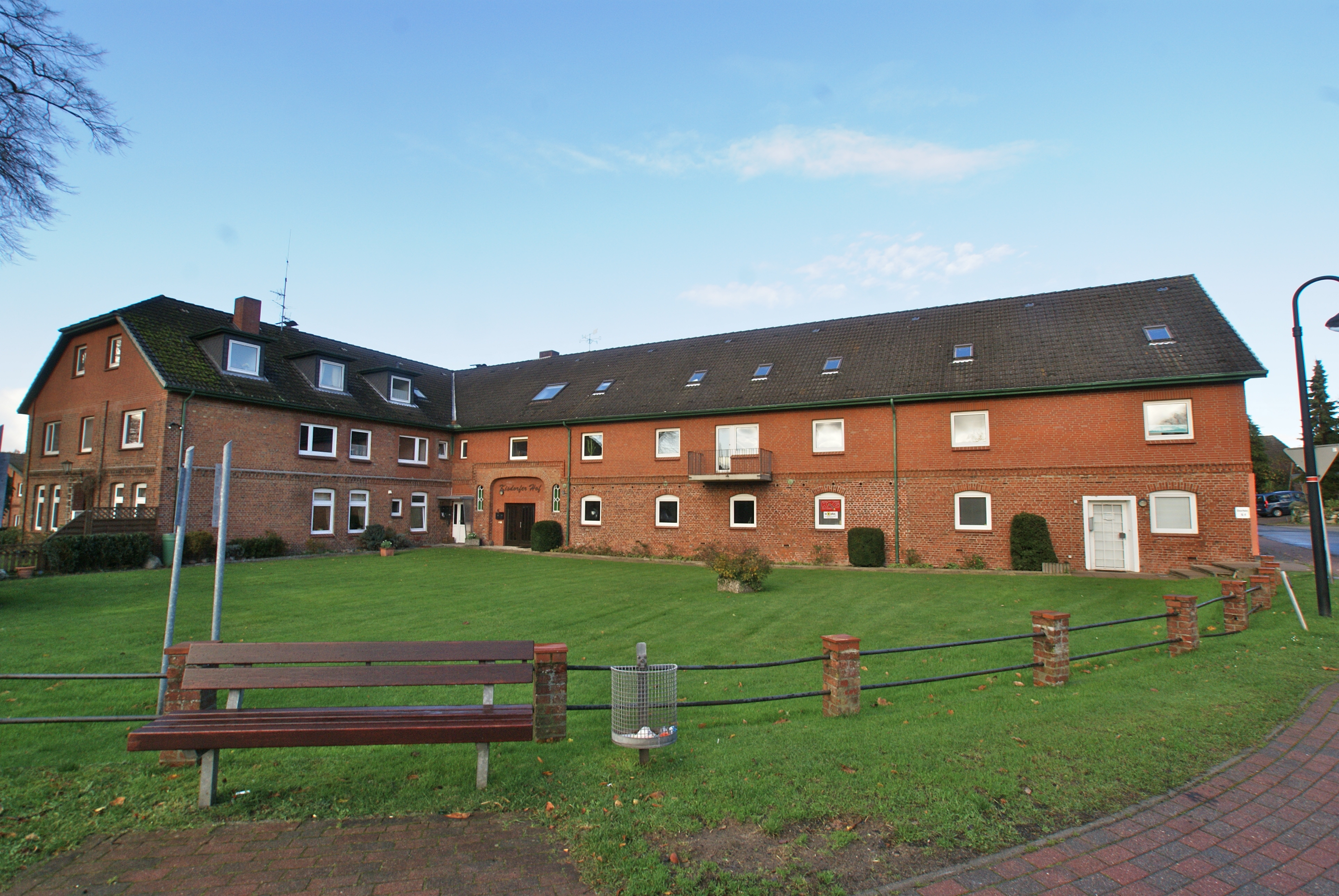
Masia Kisdörper Hof
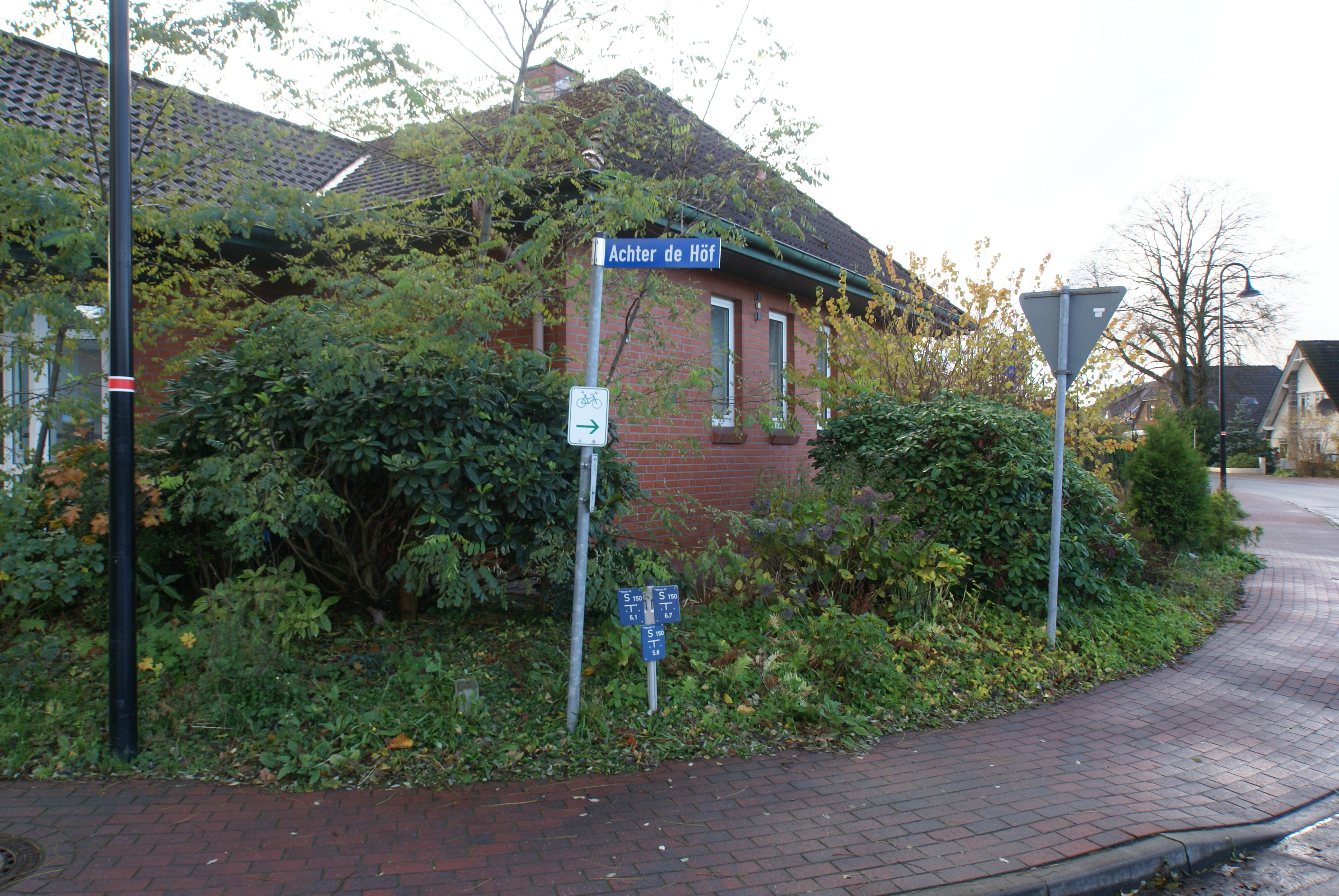
Carrer Achter de Höf (darrere el mas)

## Fills predilectes
- Ernst Kröger (1907-1990), historiador